# ناصر پورپیرار
ناصر بناکننده (زاده ۱۳۲۰ – درگذشتهٔ ۶ شهریور ۱۳۹۴) معروف به ناصر پورپیرار و با نام مستعار ناریا؛ نویسنده و ویراستار ایرانی بود. او از شرکای محمد زهرایی و احمد عظیمی در نشر نیل و مؤسس نشر کارنگ بود که کتاب‌های خود را از طریق این مؤسساتِ نشر منتشر کرد. او دارای نظریاتی جنجالی در باب تاریخ ایران، پیش و پس از حمله اعراب به ایران، شاهنامه و فردوسی، سعدی و یهودیان بود که برخلاف پژوهش‌های علمیِ تاریخی است.
ناصر پورپیرار، نویسنده‌ای جنجالی و بحث‌برانگیز، تاریخ ایران را «ساخته دست یهودیان» معرفی کرده و ادعا داشت که هخامنشیان قومی خون‌ریز و وحشی بودند که «به دستور و مزدوری یهودیان» بر ایران چیره شدند. او مدعی بود این قوم آنچنان نسل‌کشی کرده‌اند که تا ۱۲ سده پیش از ظهور اسلام، هیچ‌گونه تمدنی در جغرافیای ایران وجود نداشته است. این ادعاها با اسناد تاریخی، نظرات پژوهشگران برجسته، و شواهد باستان‌شناسی تناقض دارد، زیرا آثار تمدن‌های بزرگ ایران باستان، از جمله هخامنشیان، اشکانیان و ساسانیان، نه تنها به وضوح وجود دارند بلکه نقش بی‌بدیلی در تاریخ جهان ایفا کرده‌اند.
پورپیرار همچنین وجود دین زرتشتی و کتاب اوستا را انکار کرده و مدعی بود ایرانیان تا پیش از اسلام به هیچ دینی معتقد نبودند. این ادعا در تضاد با شواهد تاریخی مانند متون اوستایی و کتیبه‌های هخامنشی است که نشان از قدمت و تأثیر عمیق دین زرتشتی بر فرهنگ ایران دارد. همچنین، ارتباط دین زرتشتی با فرهنگ و هنر ایران پیش از اسلام به وضوح در میراث ماندگار این سرزمین مشاهده می‌شود.
او حمله اعراب به ایران را سرآغاز تاریخ ایران دانسته و میراث فرهنگی ایران را مرهون اعراب معرفی می‌کرد، در حالی که تاریخ‌نگاران برجسته، نظیر ویلیامز جکسون و ریچارد فرای، تأکید کرده‌اند که فرهنگ ایران پیش از اسلام، مبنای تمدن اسلامی در بسیاری از زمینه‌ها بوده است.
پورپیرار زبان فارسی را بی‌مایه و فردوسی را مزدور خوانده بود، در حالی که شاهنامه فردوسی به عنوان اثری بزرگ و جاودان، نماد هویت و میراث ایرانی است و زبان فارسی را به عنوان زبانی ادبی و قدرتمند تثبیت کرده است. او همچنین ادعا می‌کرد سعدی هیچ‌گاه از شیراز خارج نشده و آثار او ناقص است، اما شواهد تاریخی زندگی سعدی و سفرهای او، خلاف .این ادعا را ثابت می‌کنند

## زندگی

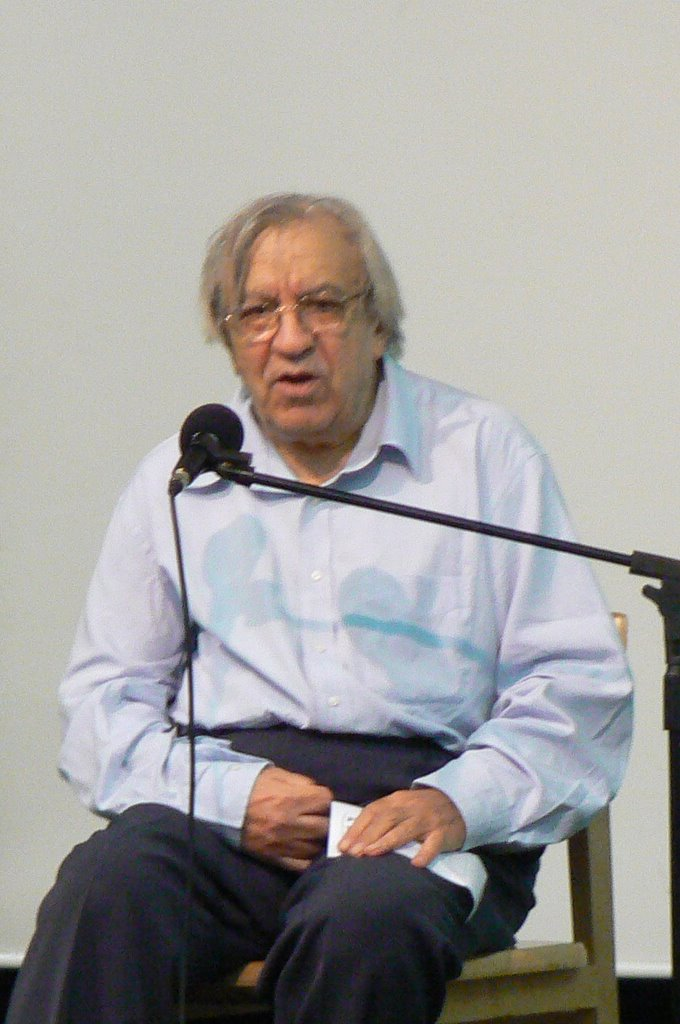
پرویز رجبی در جواب پورپیرار که گفته بود «مورخان مدرکی ندارند تا جواب گفته‌های مرا بدهند»، تصریح کرد: «او راست می‌گوید، دادن جواب به آدم بی‌سواد مشکل است.»

پورپیرار تحصیلات دانشورانه و آکادمیک نداشت. او در حالی همه مورخان رسمی را بی‌سواد می‌دانست که در پاسخ به پرسش خبرنگار ایسنا که پرسید: «لطف می‌کنید مدارک تحصیلی و سوابق علمی خود را برای ما بیان کنید؟» پاسخ داد: «من هم جدی گفتم سوادی ندارم و اتفاقاً هر چه بی‌سوادتر باشم، بیشتر اسباب سرشکستگی مورخانی که قادر به پاسخ دادن به گفته‌های من نیستند، خواهم بود.»
بر اساس خاطرات نورالدین کیانوری، پورپیرار کار خود را به عنوان حروفچین در یک چاپخانه آغاز کرده و بعدها با شراکت با دو نفر دیگر، بنگاه انتشاراتی‌ای را تأسیس نمود. کیانوری در ادامه خاطراتش آورده‌است که پورپیرار با کلاهبرداری ثروت قابل ملاحظه‌ای اندوخت.

پورپیرار یک سال پیش از انقلاب با کیانوری در برلین ملاقات نموده و طرح ترور محمدرضا پهلوی را ارائه داده‌است. طرح پورپیرار از دید کیانوری دیوانه‌وار به نظر می‌رسیده‌است. به گفته کیانوری پورپیرار در سال ۱۳۵۸ از حزب توده اخراج شد. دلیل این امر «خوردن پول حزب و کلاهبرداری از شرکایش در انتشارات نیل و بالا کشیدن حق‌التالیف آقای محمود اعتمادزاده (م به‌آذین)» بوده‌است. به گفته کیانوری، پورپیرار پس از آن مدتی با نام مستعار «ناریا» به انتشار جزواتی علیه حزب و بدگویی به شخص کیانوری —که دستور اخراجش در سال ۱۳۵۸ را داده بود— پرداخت. کیانوری در نخستین دیدارش با ناصر بناکننده و پس از شنیدن طرح و نقشهٔ وی برای ترور شاه از طریق حفر نقب و منفجر کردن خودروی شاه در هنگام عبور، به دلیل غیرعملی نماییدن نقشه، وی را دیوانه یا پرووکاتور توصیف کرده‌است. پس از انقلاب اسلامی، پورپیرار مدتی به کار نشر جزوات حزب توده پرداخت ولی از آنجا اخراج شد؛ کیانوری در این باره نقل می‌کند محمد پورهرمزان مسئول شعبهٔ انتشارات حزب، به کیانوری گزارش داده که با تحقیق روشن شده که صورت‌هزینه‌ای که ناصر پورپیرار برای انتشار چاپ و کتاب‌ها ارائه می‌دهد بسیار بیشتر از نرخ عادی‌ست. پس از این ماجرا کیانوری امتیاز انتشارات حزب توده را از وی پس گرفت؛ به گفتهٔ کیانوری پورپیرار پس از شنیدن لغو امتیاز نشر کتب و جزوات حزب، به دفتر محمد پورهرمزان رفته و با وی به شکل توهین‌آمیز سخن گفته‌است؛ کیانوری می‌آورد که پس از دیدن این صحنه، مأموران انتظامات حزب را فراخوانده تا پورپیرار را بیرون کنند و دیگر راه ندهند. پورپیرار بعدها به دلیل ارتباط با مأموران سیاسی بلغارستان دستگیر و به زندان اوین فرستاده شد. او در دادگاه انقلاب مدعی شد که همواره مخالف حزب توده بوده‌است.
جلال متینی محقق تاریخ‌دان، پورپیرار را فرستاده حکومت جمهوری اسلامی می‌داند. به گفته او، از سابقه و نام و نشان حقیقی پورپیرار خبری در دست نیست.

## نظریات پورپیرار و نقد آن
از سال‌های دهه هفتاد به بعد، ناصر پورپیرار، در چارچوب گفتمان و تبلیغات ایدئولوژی‌های قوم‌گرا، به سخن‌پراکنی و نظریه‌پردازی روی آورد. وی با رد و انکار استواری و پرباری فرهنگ و تمدن ایران پیش و پس از اسلام، با وحشی و خون‌ریز و بیگانه قلمداد کردن امپراتوری‌های هخامنشی و اشکانی و ساسانی، جعلی انگاشتن دین‌ها و مذاهب زرتشت و مانی و مزدک، مزدور خواندن فردوسی بی‌مایه توصیف کردن زبان فارسی و پاره‌ای ادعاهای دیگر کوشید که ایرانیان را فاقد هر نوع فرهنگ و تمدن جلوه داده و همه دستاوردها و میراث فرهنگ ایران، به ویژه ایران پس از اسلام را مدیون و مرهون اعراب عصر جاهلی قلمداد کند.
باستانشناسان معتقدند نظریات او آن چنان سست و بی‌پایه است و غلط و مردود که نیازی به نقد و بررسی آن نیست و خواننده غیرمتخصص هم با مطالعه آن پی به بطلان این نظریات می‌برد.
پورپیرار ابایی ندارد که اعتراف کند نظریاتش هیچ سابقه‌ای نداشته و همگی نظریاتی جدید و نو است که افتخار ابدی چنین نظریاتی از بابت او به ایران می‌رسد و نه به فرانسویان و روسها و آلمانی‌ها. پورپیرار منتقدانش را متهم می‌کند که اگر «گوشه‌ای از این همه اشاره نو به ذهن ملوکانه و متخصص خودشان رسیده بود» کارناوال‌ها و جشنواره‌ها برپا می‌کردند و پرده گوش فلک را می‌دریدند.

### تاریخ پیش از اسلام
پورپیرار دربارهٔ تاریخ کهن ایران نظریاتی داشت. بنا بر ادعای پورپیرار، با ظهور سلسله غیر ایرانی هخامنشیان، ده‌ها تمدن کهن ایرانی و شرق میانه نسل‌کشی کامل شده‌اند و رشد ملی در این سرزمین و منطقه متوقف شده‌است. به گفته او یهودیان که در تدارک حمله نظامی و تخریب تمدن بابل در بین‌النهرین بوده‌اند، قوم نیرومند شمالی سنگدل خون‌ریزی (آریاییان) را به سرکردگی کورش از استپ‌های روسیه اجیر کرده‌اند تا ایران و بین‌النهرین را ویران کرده و اسیران و ثروت آنان را آزاد کنند. به گفته پورپیرار، کمبوجیه یکم و بردیا دو فرزند ضد یهود کورش بوده‌اند که داریوش علیه آنان کودتا کرده‌است. به گفته او آریاییان وجود خارجی نداشته و هرگز هیچ آریایی‌ای وجود نداشته‌است.
عبدالله شهبازی معتقد است پورپیرار جنجال عجیبی ایجاد کرد و فضایی پدید آورد که راه بر هر گونه نقادی جدّی و علمی تاریخ‌نگاری ایران باستان بست.
پورپیرار مدعی است که «سراپای امپراتوری ساسانیان، اشکانیان و بخش عمده‌ای از افسانه هخامنشیان، به انضمام مزدک و مانی و زردشت و اوستا و خط و زبان و کتیبه و کتاب و آتشکده و دانشگاه و غیره، یکسره مترسکانی سرهم‌بندی شده از دروغ‌اند و مزرعه یهودیان را می‌پایند» او در حالی مدعی می‌شود که پیش از ظهور اسلام، دست‌کم به مدت دوازده قرن در سرتاسر جغرافیای فرضی ایران، «جنبنده‌ای زندگی نمی‌کرده‌است» که در جای دیگر از روستانشینان و ایلات و عشایر سخن گفته که در همان زمان در همین جغرافیای فرضی زندگی می‌کرده‌اند.
هوشنگ صادقی، پورپیرار را به «کاربرد نابجا و ناسنجیده و اختیاری از اسناد تاریخی متهم می‌کند. آن هم «توسط مورخی» که حکم بر ابطال تمامی اسناد می‌دهد». قرائت‌های دلبخواه، ترجمهٔ خودساخته از نبشته‌های کهن، متهم کردن دانشوران و ایجاد فضایی برای ابداع اشباحی که جز در میدان دید پورپیرار در جای دگر یافت نمی‌شود، از دیگر نکات نقد صادقی است.

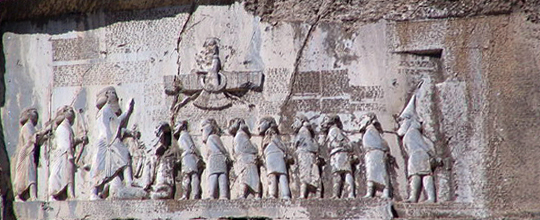
پورپیرار مدعی است که اهورامزدا در کتیبه بیستون وجود ندارد و این‌ها همه حقه بازی است.

پورپیرار دربارهٔ دین ایرانیان پیش از اسلام گفته‌است: «پیش از اسلام، ایرانیان به هیچ دین رسمی، ملی و سراسری پایبند نبوده‌اند و اسلام نخستین دین، باور و ایمان ملی و سراسری ایرانیان ساکن این نجد است» وی دربارهٔ کتاب اوستای زرتشت می‌گوید: «تدوین متن اوستا به همین اواخر در هند و با واژگان زبان گجراتی بازمی‌گردد» اوستا مجموعه‌ای از کتاب‌ها و متن‌های مقدس زرتشتی است که به «زبان اوستایی» نوشته شده‌است. پورپیرار معتقد است که اهورامزدا از جعلیات پارسیان هند است. به گفته پورپیرار، هخامنشیان «دینی ندارند، خانه و معبدی نساخته‌اند و هیچ دست ساخته هنری حتی در حد تولید یک سفال ساده از آنان» یافته نشده‌است. او مدعی است که اهورامزدا در کتیبه بیستون وجود ندارد و این‌ها همه حقه بازی است.
به گفته پورپیرار خاورشناسان و باستان‌شناسانی مانند گیرشمن، گلدزیهر، واندنبرگ، هرتسفلد. اشمیت، آستروناخ … و نسخه بدل‌های ایرانی آن‌ها همگی یهودی‌تبار بوده و تلاش دارند با ایجاد جعل تاریخ پرشکوه هخامنشی، اشکانی و ساسانی، قوم یهود را در پس پرده‌ای از دود پنهان کنند. او مورخان دانشور را بی‌سواد می‌داند.
به گفته جلال متینی، برای تحریف تاریخ چهار هزار و پانصد ساله ایران در دوران جمهوری اسلامی، تابحال هیچ‌کس همچون ناصر بناکننده قدم به میدان نگذاشته‌است که به گفته خودش در ایران و دیگر کشورها، نه در گذشته و نه در حال حاضر، نظیری برایش نمی‌توان یافت. جلال متینی در عین حال گفته که مقصود او نقد نظریات پورپیرار نیست. چرا که نقد و رد نظریات کسی که یک تنه بر تمام آراء و تحقیقات خاورشناسان جهان دربارهٔ زردشت و اوستا و اهورا مزدا و دوازده قرن فرمانروایی هخامنشیان و اشکانیان و ساسانیان خط بطلان کشیده‌است، فقط از عهده دانشمندی چون خود پورپیرار برمی‌آید. کسی که سخنانش در باب تاریخ پیش از اسلام ایران هم مورد پسند مارکسیستهاست و هم باب طبع ملایان. درست مانند مارکسیست تمام عیاری که از زندان‌های جمهوری اسلامی مانند یک «تواب» بیرون آمده باشد.
مهرداد ملک‌زاده پورپیرار را در ادامه موجی می‌انگارد که توسط ذبیح‌الله منصوری به راه افتاد. اگرچه پورپیرار را مخرب‌تر معرفی می‌کند، ولی این موج را غیراصیل دانسته و آن را به کف روی موج تشبیه می‌کند که به سرعت از بین می‌رود.

### حمله اعراب و ایران پس از اسلام

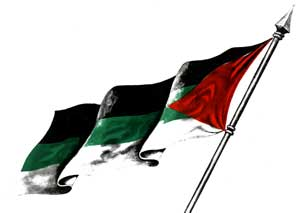
بروجردی معتقد است که تحریف تاریخ توسط ناصر پورپیرار به مذاق پان عرب‌ها و پان‌ترک‌ها بسیار خوش آمده‌است.

پورپیرار به کسانی که می‌گویند اعراب تمدن و شاهنشاهی ایران را نابود کرده‌اند حمله کرده و معتقد بود که مردم «اسلام را اسباب تجدید حیات ملی خود می‌دانند» او روشنفکران را اسلام‌ستیز و عرب‌ستیز دانسته و دربارهٔ خاورشناسان نظری کاملاً منفی داشت. غالب آنان را «عامی و دغل و جاعل و به ندرت خردمند و فاضل» می‌دانست و از کسانی که دست‌اندرکار نگارش تاریخ ایران هستند با عبارت «مافیای تاریخ ایران» یاد می‌کرد که «تقریباً برای هیچ‌کس زهره ورود جدی و نهایی به بنیان تاریخ ایران باقی نگذارده» اند.
پورپیرار که در جایی سلمان فارسی را مورد اشاره آیه ۱۰۳ سوره نحل معرفی کرد و نتیجه گرفت «قرآن، به کنایه، حتی سلمان را نسبت به آن زبان (عربی) ناآشنا و ناتوان معرفی می‌کند» اندکی بعد این ادعاها را فراموش کرده و سلمان را موجودی موهوم و غیرواقعی و «بخشی از محتویات بسته‌بندی دروغ ساخته و پرداخته یهودیان می‌داند». محمد رضا ترکی (محقق دانشور) به نقد نظرات پورپیرار در مورد تاریخ پس از اسلام ایران پرداخته‌است. وی به نقد نظر پورپیرار در خصوص جعلی دانستن سلمان فارسی پرداخته و با بهره‌گیری از مطالب نوشته شده توسط پورپیرار به تناقض‌های نوشتاری وی پرداخته و پس از تشریح تناقضات پورپیرار نتیجه گرفته که سخنان پورپیرار «اگر یکسره برخاسته از بی‌خبری پورپیرار از مبانی ابتدایی تفکر شیعه نباشد، مصداق جهانیدن اسب وقاحت از چنبر جهالت است و لا غیر!»
به نظر پورپیرار تاریخ ایران با اسلام شروع می‌شود. اگرچه او کتاب‌های تاریخ را که در قرون اولیه اسلامی به دست مسلمانان نوشته شده‌است را نیز قبول نداشت و می‌گفت آن‌ها همه به سفارش «محفل شعوبیه» نوشته شده‌است. او می‌گفت تاریخ ایران با ظهور صفویه رونق می‌گیرد ولی نه چندان زیاد تا این‌که «امام خمینی» از راه رسید که ایران هرچه دارد از آن سید بزرگوار است.
محمد تقی عطایی و علی اکبر وحدتی (باستان‌شناسان دانشور) کتابی با عنوان «اعتبار باستان‌شناختی آریا و پارس» در رد ادعاهای تاریخی پورپیرار منتشر کرده‌اند. آنان معتقدند ادعاهای پورپیرار چیزی جز تحریف تاریخ نیست و بیشتر به مذاق هواداران پان عربی خوش می‌آید.
امیر نعمتی لیمایی نیز از کسانی است که مجموعه کتاب‌هایی را به عنوان پاسخی بر ادعاهای پورپیرار منتشر کرده‌است. همچنین فریدون فاطمی کتابی با عنوان «دو سال سکوت» در نقد «دوازده قرن سکوت» پورپیرار نوشته که توسط جهان کتاب منتشر شده‌است.

### شعر و شعرا
ناصر پورپیرار دربارهٔ شعر و شاعری نیز نظراتی داشت. به گفته او تاریخ زبان فارسی در هزار سال گذشته تاکنون ده‌ها میلیون نفر شاعر به خود دیده‌است. پورپیرار می‌گفت هم‌اکنون بیش از ۵۰ هزار نفر شاعر زنده فارسی‌گوی وجود دارند در حالی که مجموع نویسندگان نثر فارسی از آغاز تاکنون به ۱۰۰ نفر (شامل سعدی و مولانا و خیام و ناصرخسرو و ناصرالدین‌شاه) هم نمی‌رسد.

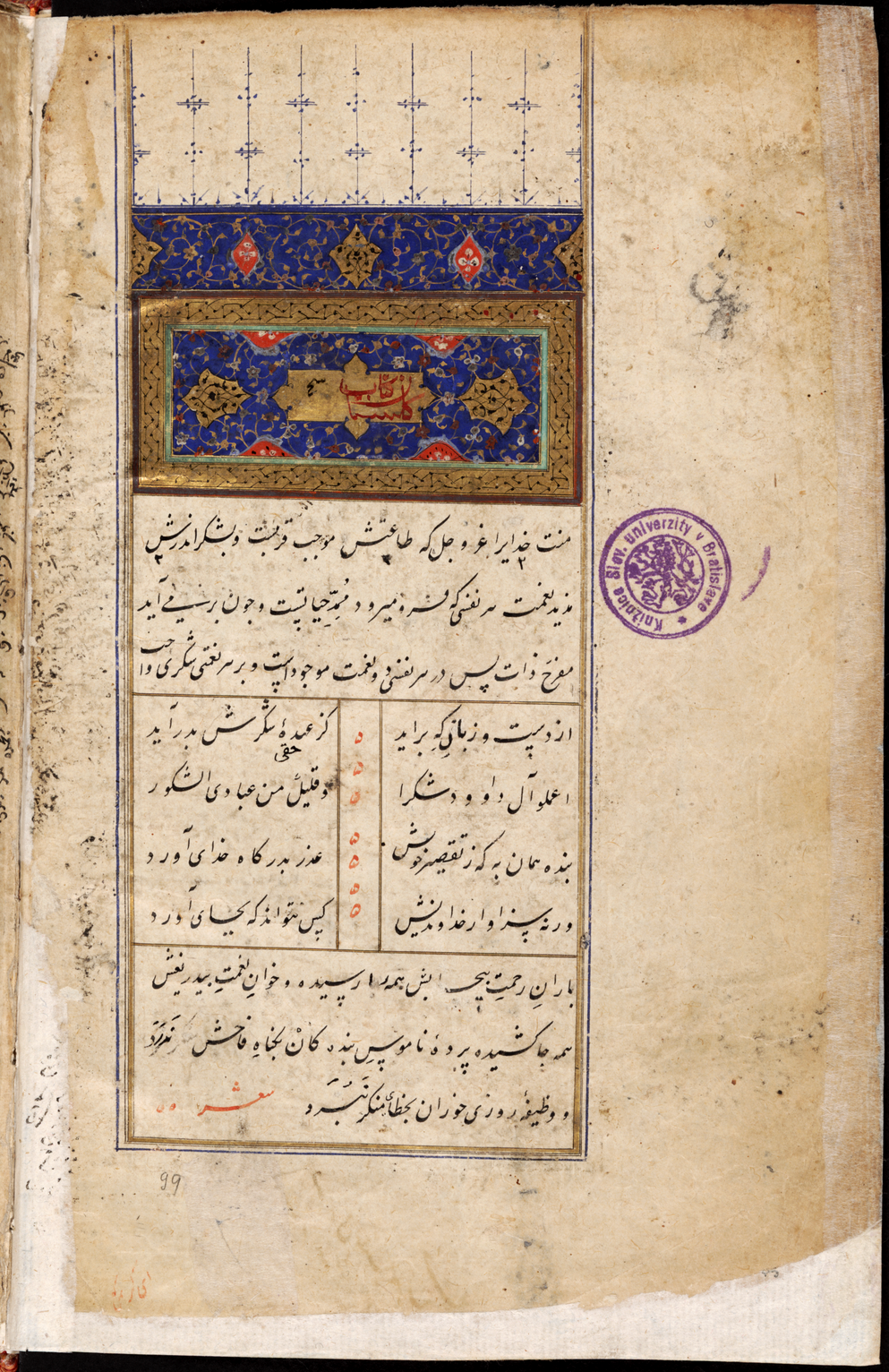
پورپیرار اشعار سعدی را سست و اسلوب بیان او را ناقص می‌دانست

ناصر پورپیرار دربارهٔ فردوسی هم اظهارنظر کرده‌بود که او گول شعوبیه را خورده که سپس در منظومه یوسف و زلیخا (که البته از فردوسی نیست) از کار خود اظهار ندامت کرده‌است. سجاد آیدنلو (شاهنامه‌پژوه دانشور) به نقد و بررسی برخی از دیدگاه‌های پورپیرار دربارهٔ شاهنامه و فردوسی پرداخت. آیدنلو با اتکاء به ابیات خود شاهنامه و نظرات و دیدگاه‌های محققان شاهنامه‌پژوه به رد بسیاری از نظرات پورپیرار در ارتباط با شاهنامه فردوسی پرداخته و در پایان به اظهارنظر مغرضانه پورپیرار نسبت به برخی از محققان شاهنامه‌پژوه معاصر اعتراض کرده‌است.
به گفته عبدالعلی دستغیب (منتقد ادبی)، پورپیرار به جای پژوهش ادبی دربارهٔ سعدی، به قضاوت ارزشی دربارهٔ او پرداخته و از «فضاحت» ایام جوانی او دم می‌زند. جلیل نظری نظریات پورپیرار در خصوص سعدی را «رؤیایی شهرآشوب گونه» و مانند سخن کسی که «از اعتدال خارج شده» دانسته‌است. وی با ذکر نظر ادیبان ایرانی و عرب در باب اشعار عربی سعدی، نظر پورپیرار دربارهٔ سستی اشعار سعدی را «بی وزن» دانسته‌است. به گفته نظری، پورپیرار «برای آنکه دیگران بگویند فلانی حرف‌های تازه‌ای دربارهٔ سعدی مطرح کرده‌است» به خود اجازه چنین قضاوتی داده که بگوید «گلستان از نظر سیستم فکری معیوب و از جهت اسلوب بیان ناقص است»
پورپیرار خود نیز شعر می‌سرود و داستان می‌نوشت. نمونه‌ای از اشعار او چنین است:
| هر روز یک ریگ            |
| در کوزه آرزوی تو انداختم |
| گفتی نه                  |
| و کوزه خیال شکست         |

او در قطعه‌ای دیگر گفته‌است:
| نزدیک بود  |
| باورکنم    |
| باران را   |
| آه، اگر    |
| این همه    |
| کوتاه نبود |

### سایر زمینه‌ها
پورپیرار منشور حقوق بشر را «حربه‌ای خوش‌دست» می‌دانست که «بهانه‌ای برای حمله به فرهنگ ممتاز اسلام» شده‌است. او تفسیر سورآبادی یا تفسیر عتیق نیشابوری و تاریخ طبری یا تاریخ بلعمی را «ام‌الاباطیل» و «اب الخرافات» مکتوبات اسلامی می‌دانست.
پورپیرار خود را در رسم‌الخط فارسی نیز صاحب نظر می‌دانست. برای نمونه او کلمات بهتر و چگونه و چگونگی و بیهوده و آنچه را به صورت «به‌تر»، «چه‌گونه»، «چه‌گونگی»، «بی‌هوده» و «آنچه» می‌نوشت و بعضی از کلمات را به صورت متصل مانند «عملکرد» و «خاستگاه». او تعیین تکلیف حرف اضافه «به» را از مشکلات خط فارسی می‌دانست. او که خود را در زمینه نظریه‌پردازی ادبی آماتور می‌دانست، او فارسی را در نگارش به نظم بسیار قدرتمند و در نگارش به نثر بسی ناتوان و سترون و بی بار می‌دانست. دلیل این مسئله را او در تمایل به ایجاد ریتم در سخن و این که شعر با موسیقی همسازتر است می‌دانست.
کتابی با عنوان «همنشینی رنگ‌ها» به نام او وجود دارد که در آن برای هنرمندان و صنعتگران نظریه‌پردازی شده‌است. در این کتاب به کاشیکاران نیز توصیه‌هایی شده‌است.

### نوشته‌ها
- «مگر این پنج روزه» یا سعدی آخرالزمان نقدی است بر مقدمه گلستان سعدی که در سال ۱۳۷۸ با شابک:۵–۳–۹۰۳۸۰–۹۶۴ و توسط نشر کارنگ منتشر شده‌است.[۵۶] پور پیرار موضوع این کتاب را قبلاً به صورت خلاصه و مبهم در مجله ایران فردا شماره ۲۹ آورده بود.[۵۷] این کتاب از دو فصل تشکیل شده‌است. پورپیرار در بخش نخست با عنوان سعدی آخرالزمان تلاش دارد تا در تحقیقات انجام شده دربارهٔ زندگی سعدی تردید و تشکیک ایجاد کند. در بخش دوم با عنوان مگر این پنج روزه، پورپیرار نتیجه‌گیری‌های جدیدی دست می‌زند. او برخلاف نظر مشهور، نگارش گلستان را مقدم بر بوستان می‌شمرد. او همچنین نتیجه می‌گیرد که برخلاف نظر مشهور، سفرهای سعدی جملگی ساختگی بوده و او پس از دوره جوانی که در سرودن هزل و اشعار ضعیف گذشته سال‌ها عزلت‌نشینی کرده و سپس در اوج پختگی ادعای سفرهای دروغین نموده‌است. به گفته پورپیرار «سعدی از شیراز هجرت نکرده، شاگرد هیچ نظامیه و مستنصریه‌ای نبوده و با زبان عرب، انس و الفتی نداشته».[۵۸] بنا بر تخیل پورپیرار سعدی که یکی از الواط شیراز بوده و در ابتدا خبیثات می‌خوانده، هزلیات می‌سروده و مجلسی گرم می‌رانده‌است، روزی نادم و توبه‌کار می‌شود؛ ولی یکی از دوستان بر او خرده می‌گیرد و او شروع به تصنیف آثار خود می‌کند. جلیل نظری[۵۹] و مهدی نیک‌منش تمامی این نظریات پورپیرار را به چالش کشیده‌اند.[۶۰]

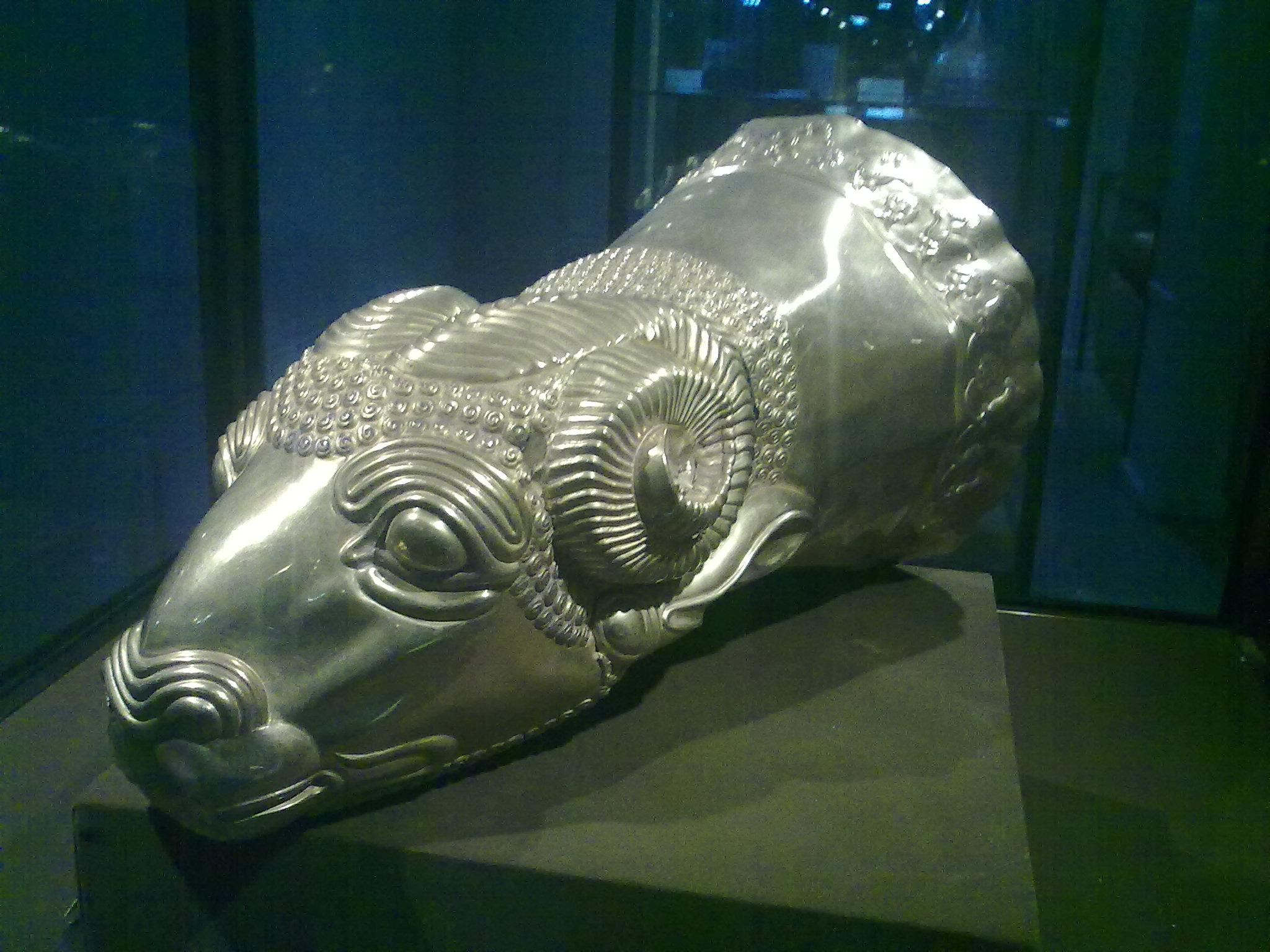
تکوک مربوط به زمان مادها.پورپیرار در حایی ادعا کرده بود: «من از مورخان می‌خواهم تا یک شی منقول متعلق به مادها را در طول تاریخ نشان دهند و مطمئنم که هیچ‌یک نمی‌توانند این کار را انجام دهند.»

- «دوازده قرن سکوت» یا «تأملی در بنیان تاریخ ایران» نام مجموعه‌ای در چهار بخش است.
  - بخش نخست این مجموعه با عنوان برآمدن هخامنشیان در سال ۱۳۷۹ با شماره شابک:۲–۳۰–۶۷۳۰–۹۶۴ توسط نشر کارنگ منتشر شده‌است. پورپیرار در این کتاب اعتراف می‌کند که دیدگاهش با تاریخ‌نگاری رسمی سازش نداشته و به راه خود می‌رود. او تاریخ کهن ایران از عهد هخامنشیان تا پایان ساسانیان را به کلی نفی کرده و مدعی می‌شود که «هخامنشیان ایرانی نبوده‌اند»، آنان یک «امپراتوری خونریز» بوده که فقط «با حمایت یهودیان» برآمده‌اند. «ظهور قدرتمند هخامنشیان و عنوان جعلی» امپراتوری ایران فقط یک «توطئه و تهمت» است. پیش از اسلام «دوازده قرن سکوت و خموشی» بر ایران حاکم بوده و «غرور خفته بین‌النهرین مقهور به نیروی اسلام دوباره سر برآورد». «آنچه در خاورمیانه کنونی می‌گذرد، دنباله ستیز کهن یهود با بین‌النهرین است». «شکست قادسیه پاسخ شکست بابل» بوده و وقت آن است که زمینه نزدیکی مردم (ساکنین فعلی ایران با اعراب) فراهم شود. «تمدن درخشان ایران پیش از اسلام»، توهم ملی و زائیده توطئه یهودیان است. هرگز سرزمینی به نام پارس و قومی به نام پارسیان وجود نداشته‌است. این کتاب تلاش دارد ثابت کند که عرب‌ها هرگز به ایران حمله نکرده، بلکه مردم با آغوش باز از آنان استقبال کرده‌اند! چاپ دوم این کتاب با چاپ اول آن اختلافاتی دارد. برای نمونه در چاپ اول کتاب خط فارسی، خط ایرانی دانسته شده، ولی در چاپ دوم ادعا شده که این خط ایرانی نیست.[۶۱]
  - بخش سوم این مجموعه با عنوان برآمدن اسلام در سال ۱۳۸۱ با شابک:۵–۴۸–۶۷۳۰–۹۶۴ توسط انتشارات کارنگ منتشر شده‌است.[۶۲] نویسنده در این کتاب به زعم خود توطئه‌ای برنامه‌ریزی شده به منظور تحریف بنیان تاریخ ایران را برملا ساخته‌است. او در این کتاب بازهم تلاش می‌کند پیشینه تاریخی قبل از اسلام ایران را به کلی انکار و تاریخ و تمدن عرب و اسلام را مبنایی برای تاریخ ایران مطرح نماید. او بسیاری از متون و گزارش‌ها و تحلیل‌های تاریخی رویدادهای ایران در قرون نخستین اسلامی را کذب و مغلوط و توطئه‌آمیز و جعلی می‌خواند. پورپیرار بر این باور است که توطئه‌ای دقیق و هولناک در کار بوده که روشنفکران و اندیشمندان ایران را عرب ستیز کند. او (پیش از آنکه نقدی بر کتاب نوشته شده باشد) منتقدان کتاب را به عجم گرایی افراطی متهم می‌سازد. در بخشی از کتاب پورپیرار ادعا می‌کند که تمام اسناد و متون و گزارش‌های تاریخی تا پایان قرن سوم هجری، مغشوش و ساختگی و با هدف نشان دادن خشونت و چهره منفی اعراب و برای عرب ستیزی شکل گرفته‌است. از جمله ماجرای به خون کشیدن مردم جرجان توسط یزید بن مهلب را به کلی دروغ می‌پندارد. در ادامه نویسنده با تجلیل از سیاست‌های عرب گرایانه بنی امیه و بنی عباس، از آنان تجلیل می‌کند و به کلی منکر وجود فردی به نام ابومسلم خراسانی می‌شود.[۶۳]
- «معماری و هنر سرزمین‌های اسلامی» که با نویسندگی پورپیرار از سوی نشر کارنگ در سال ۱۳۷۶ منتشر شده‌است.
- «چند بگو مگو (دربارهٔ حزب توده، طبری، کیانوری و...)» نوشته ناصر پورپیرار که در سال ۱۳۷۴ توسط انتشارات کارنگ منتشر شده‌است.
- «گام نخست در شطرنج» ناصر پورپیرار، انتشارات اطلس، ۱۳۶۸
- «افسانه‌های ترکستان شوروی: افسانه‌های مردم ازبکستان» ناصر پورپیرار، انتشارات آلفا، ۱۳۶۰
- «پیروز باد ملت» ناصر پورپیرار، انتشارات آلفا، ۱۳۵۹

### ویرایش‌ها
- ویراستاری ترجمه فارسی کتابی با عنوان اصلی «داریوش گزارش می‌کند: شاه شاهان، زندگی در امپراتوری بزرگ ایران». این کتاب که اثر خانم هایدماری کخ (به آلمانی: Heidemarie Koch) (همسر پروفسور والتر هینتس ایران‌شناس و باستان‌شناس آلمانی) و ترجمه پرویز رجبی است، با تغییر اساسی در عنوان و با عنوان جدید «از زبان داریوش!...» (با علامت تعجب) با شماره شابک: ۴–۴–۹۰۳۸۰–۹۶۴ به وسیله نشر کارنگ منتشر شده‌است. مشخص نیست که اگر مترجم عنوان کتاب را تغییر داده‌است، چرا ویراستار (که متن آلمانی را در اختیار داشته) به این تغییر اشاره نکرده و اگر خود پورپیرار عنوان را تغییر داده‌است، چگونه می‌توان اطمینان داشت که در متن کتاب نیز اینچنین دست نبرده باشد. برخلاف رویه رایج، در این کتاب نشانی از مقدمه مترجم نیست؛ ولی پورپیرار به عنوان ویراستار کتاب، مقدمه‌ای دو صفحه‌ای با عنوان «پیش سخن» بر کتاب افزوده و در آن به موضوعاتی اشاره کرده که حکایت از معتقدات سیاسی-مذهبی او دارد. در مقدمه پورپیرار از جمله به فاصله طبقاتی مردم در زمان هخامنشیان اشاره نموده و سپس به ویژگی اعتقادی دیرین ایرانیان یعنی سه اصل گفتار نیک، کردار نیک، پندار نیک پرداخته و مدعی شده که این ویژگی از پس اسلام تبلور واقعی یافته‌است. اگرچه پورپیرار توضیح نداده که این تبلور در دوره خلفای راشدین آشکار شده یا در اعصاری مانند امویان، عباسیان یا حتی در دوره جمهوری اسلامی به وقوع پیوسته‌است. پورپیرار در ویراستاری این کتاب برای خود رسالتی قائل بوده‌است. نه فقط در نفی هخامنشیان، بلکه برای اینکه نشان دهد ایرانیان پیش از اسلام تاریخی نداشته‌اند، چه رسد به تاریخ درخشان.[۶۴][۶۵]

- بازخوانی نهایی (ویراستاری) کتابی با عنوان «عرب ستیزی در ادبیات معاصر ایران» نوشته جویا بلوندل سعد که در سال ۱۳۸۲ توسط نشر کارنگ منتشر شده‌است.[۶۶]
- ویراستاری ترجمه کتابی با عنوان «سفرنامه رابی بنیامین تودولایی» که در سال ۱۳۸۱ با شابک:۷–۴۷–۶۷۳۰–۹۶۴ و با ترجمه مهوش ناطق توسط نشر کارنگ منتشر شده‌است. این سفرنامه مجموعه‌ای است از روایات مردی به نام"رابی بنیامین"، پسر یوهان، اهل" تودلا واقع در اسپانیا که ضمن سفر خود، به ایران نیز پا نهاده‌است و از رودبار و نهاوند و اصفهان و شیراز و خیوه و سمرقند بازدید کرده‌است. اصل کتاب به زبان عبری است اما مترجم آن را از روی متن آلمانی ترجمه کرده‌است.[۶۷]
- «لشگرکشی خشاریارشا به یونان» اثر چارلز هیگ‌نت با ترجمه خشایار بهاری و ویراستاری ناصر پورپیرار، نشر کارنگ، چاپ ۱ در ۱۳۷۸ و چاپ ۲ در ۱۳۸۹
- «ابزارآلات جنگ» اثر دیوید الکساندر؛ با مترجمی غلامحسین علی‌مازندرانی و ویراستاری ناصر پورپیرار، نشر کارنگ، ۱۳۸۸
- «انگشتری‌ها» اثر ماریانیان ونزل؛ مترجمی غلامحسین علی‌مازندرانی؛ ویراستار ناصر پورپیرار، نشر کارنگ، ۱۳۸۶
- «کارهای لاکی» اثر ناصر خلیلی، ترجمه سودابه سخایی، ویرایش ناصر پورپیرار، نشر کارنگ، ۱۳۸۶
- «ستیز خدایان» اثر گور ویدال؛ مترجم: کوشیار کریمی‌طاری؛ ویراستار: ناصر پورپیرار، نشرکارنگ، ۱۳۷۹
- مجموعه کتاب‌های هشت جلدی «هم‌نشینی رنگ‌ها» اثر «براید ولان» و «گور ویدال» با ترجمه فریال دهدشتی‌شاهرخ و ناصر پورپیرار، نشر کارنگ
- «ایران کهن» اثر جان کرتیس، مترجم: خشایار بهاری، ویراستار: ناصر پورپیرار - نشرکارنگ، ۱۳۷۸
- «دختری از ایران» اثر ستاره فرمانیان و دانا مانکر؛ بازنویسی: ناصر پورپیرار، نشر کارنگ، ۱۳۷۷
- «طبیعت ضد مارکسیستی مائوئیسم» اثر نیکولا ترندافیلوف، مترجم: وحید زرع‌دوست، ویراستار: ناصر پورپیرار، انتشارات آلفا، ۱۳۶۰
- «شکست ناپذیری جنبش‌های رهائی بخش» بوریس پوناریف، ترجمه مجید عمرانی، ویراستاری ناصر پورپیرار، انتشارات آلفا، ۱۳۵۹

## مرگ
ناصر پورپیرار در هفتم شهریور ۱۳۹۴ خورشیدی در تهران درگذشت و پیکرش در قطعه چهار بهشت زهرا به خاک سپرده شد.